# Tajuria albiplaga
Tajuria albiplaga är en fjärilsart som beskrevs av De Nicéville 1887. Tajuria albiplaga ingår i släktet Tajuria och familjen juvelvingar. Inga underarter finns listade i Catalogue of Life.

## Bildgalleri

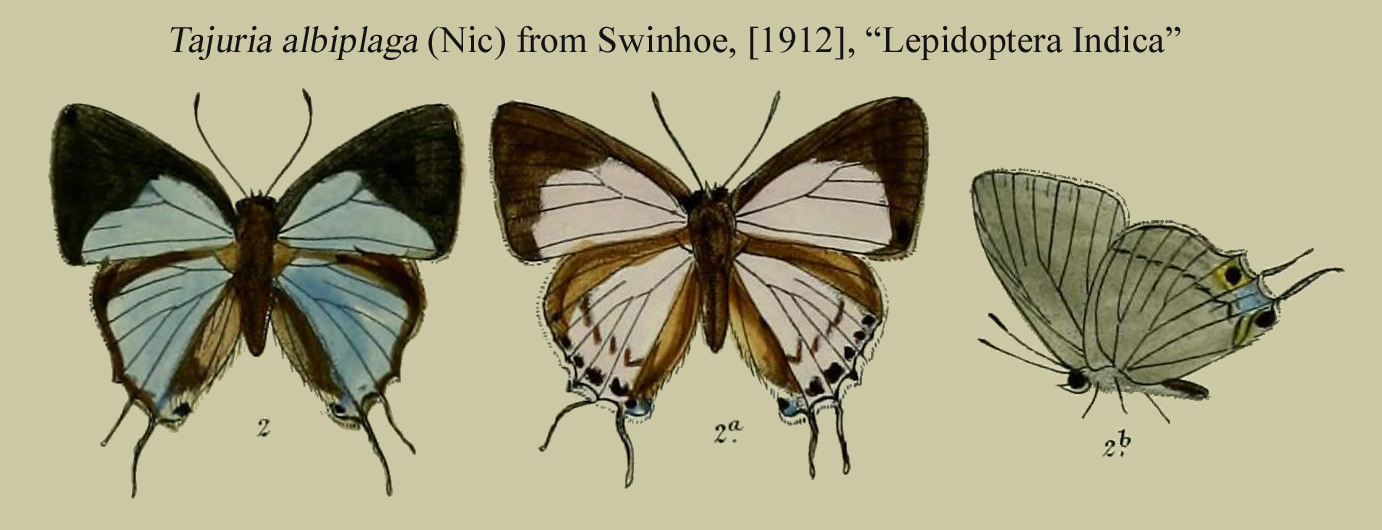
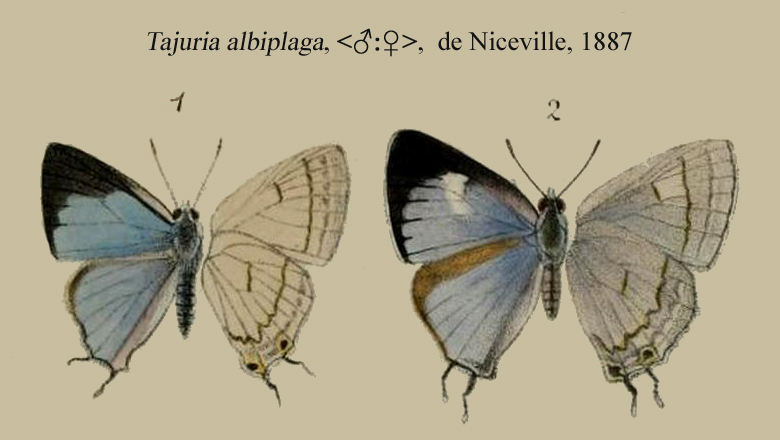
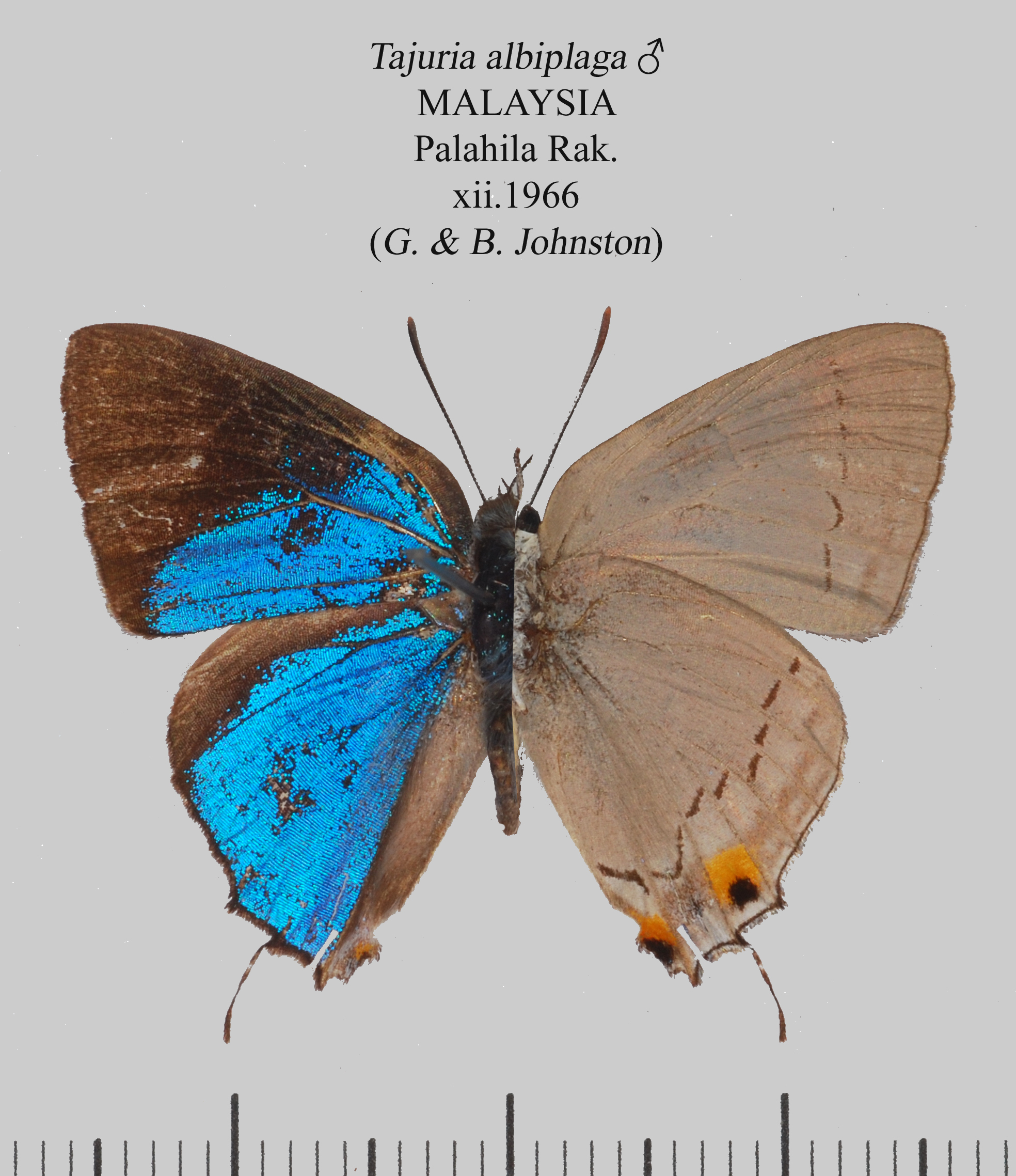
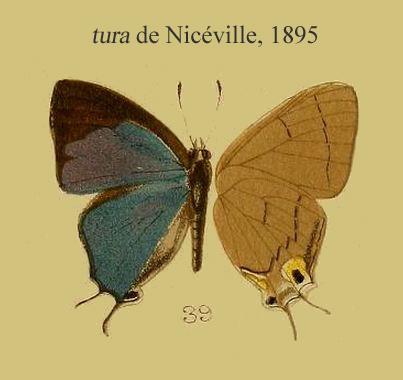